# Węgierce (województwo wielkopolskie)
Węgierce – pofolwarczna wieś krajeńska w Polsce położona w województwie wielkopolskim, w powiecie złotowskim, w gminie Tarnówka w odległości 3 kilometrów od siedziby gminy, przy drodze powiatowej nr 1042P Ptusza – Złotów oraz drodze powiatowej nr 1043P Piecewo – Krajenka.
W latach 1975–1998 miejscowość należała administracyjnie do województwa pilskiego.
Wieś o założeniu wielodrożnicy, należąca pierwotnie do dóbr krajeńskich. Wzmiankowana historycznie w 1637 roku. W latach 1992–2011 istniał tu zakład produkujący opakowania foliowe HART-ROL. W centralnym punkcie wsi – figurka Jezusa Chrystusa oraz wiejski Dom Kultury.